# Oberlaa
Oberlaa est une ancienne commune de Basse-Autriche, étant intégré au 10e arrondissement de Vienne (Favoriten) depuis 1938. Il est formé de Oberlaa Land au sud et de Oberlaa Stadt au nord, deux des 89 communautés cadastrales de Vienne.

## Géographie
Oberlaa est situé au sud de Favoriten. Les deux communautés cadastrales représentent ensemble une superficie de 1 198,65 ha, elles sont séparées par la ligne de chemin de fer du Danube (Donauländebahn). La rivière Liesing arrose le village.

## Histoire

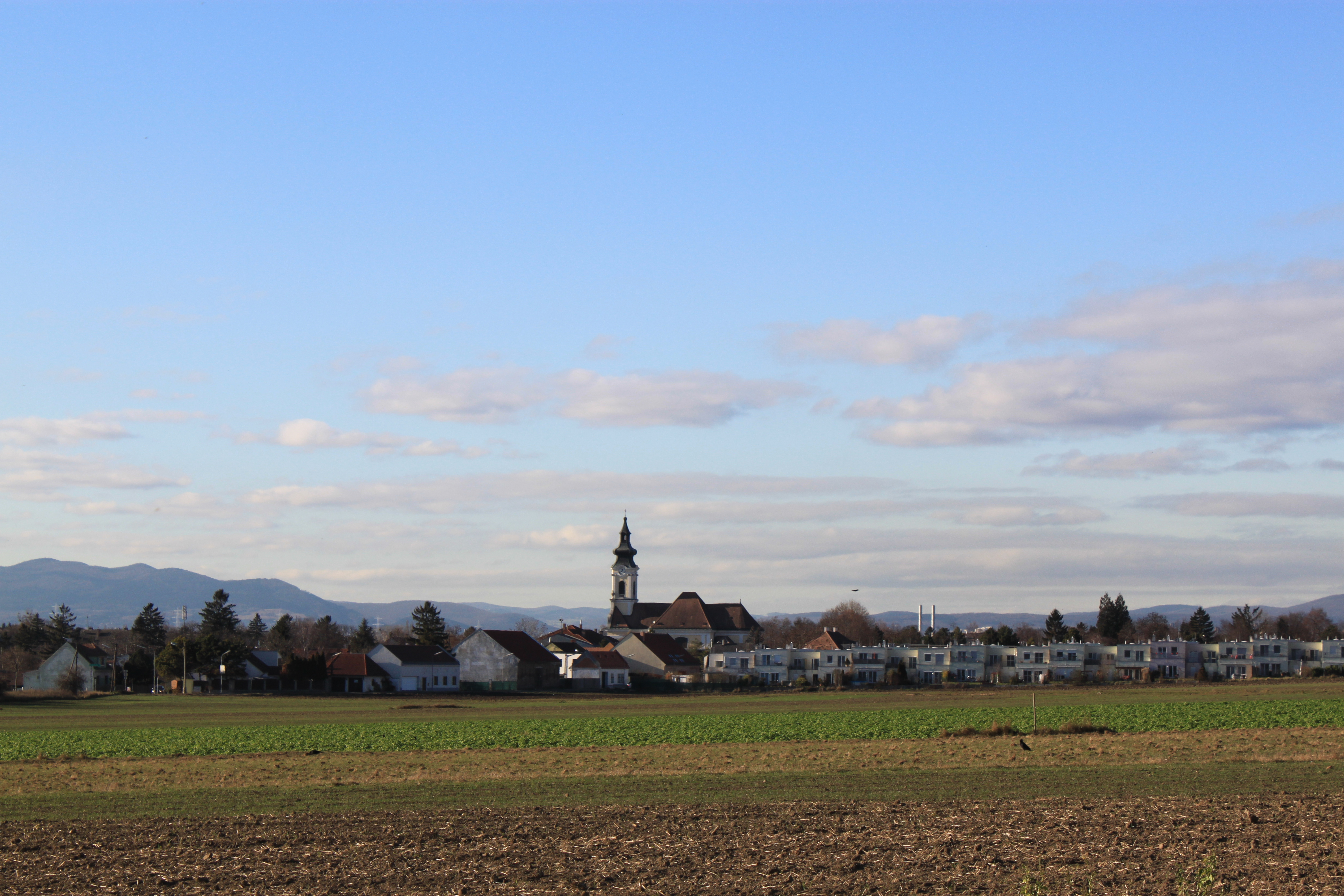
Oberlaa depuis le Goldberg.

Les archives de l'Abbaye de Klosterneuburg mentionnent un lieu du nom de Laa, regroupant Oberlaa et le village voisin Unterlaa dès 1140. La première mention d'Oberlaa date de 1324. Les villages furent ravagés par les turcs au cours des deux sièges de Vienne (1529 et 1683) et souffrirent des épidémies successives de peste et de choléra. En 1809, ils durent endurer le passage des troupes de Napoléon. Après l'abolition du régime seigneurial en 1849, Oberlaa devient une commune de Basse-Autriche. Le chemin de fer est inauguré en 1872.
En 1890/91, les champs situés au nord de la ligne de chemin de fer sont annexés au 10e arrondissement de la ville de Vienne. Après l'Anschluss en 1938, dans le cadre du plan Groß Wien, le centre du village ainsi que les terrains restants et le village voisin de Unterlaa sont réunis à Vienne au sein du nouveau 25e arrondissement Liesing. Après la guerre et la réorganisation des arrondissements éloignés, les deux villages sont intégrés au 10e arrondissement. À ce titre, ils subissent jusqu'en 1954 l'occupation soviétique.
La présence d'une source chaude entraine la création d'un spa en 1974 et à la connexion du village au réseau de tramways. En 2010, les bains sont révovés et transformé en un nouveau centre thermal : les Thermes de Vienne. La ligne de métro U1 est actuellement prolongée vers le sud et desservira Oberlaa à partir de 2017.

## Patrimoine et curiosités

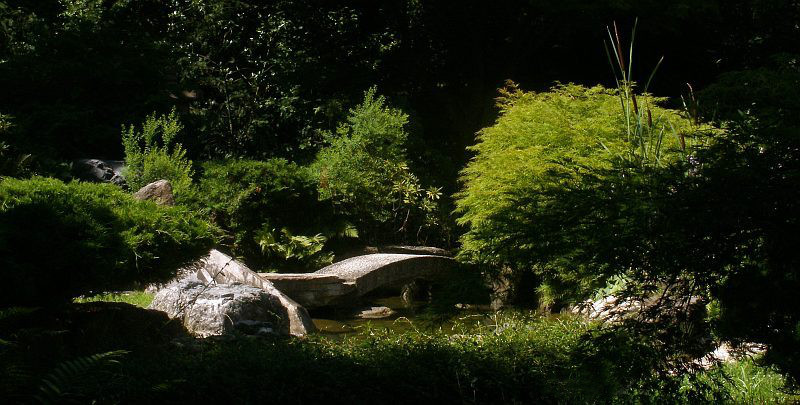
Jardin japonais au Kurpark Oberlaa.

Le village abrite l'unique source chaude de Vienne, découverte en 1965. De nombreuses infrastructures se sont développées autour de cette attraction, les thermes de Vienne, un centre de congrès et le Kurpark Oberlaa, ouvert à l'occasion du Garden Festival de Vienne en 1974. Le village est également réputé pour ses heurigers.
L'église paroissiale d'Oberlaa a été rebatie en 1744-1745 dans le style baroque sur le site de l'ancienne église, détruite par les turcs. Elle est dédiée à Saint Gilles l'Ermite (en latin : Ægidius, Égide).

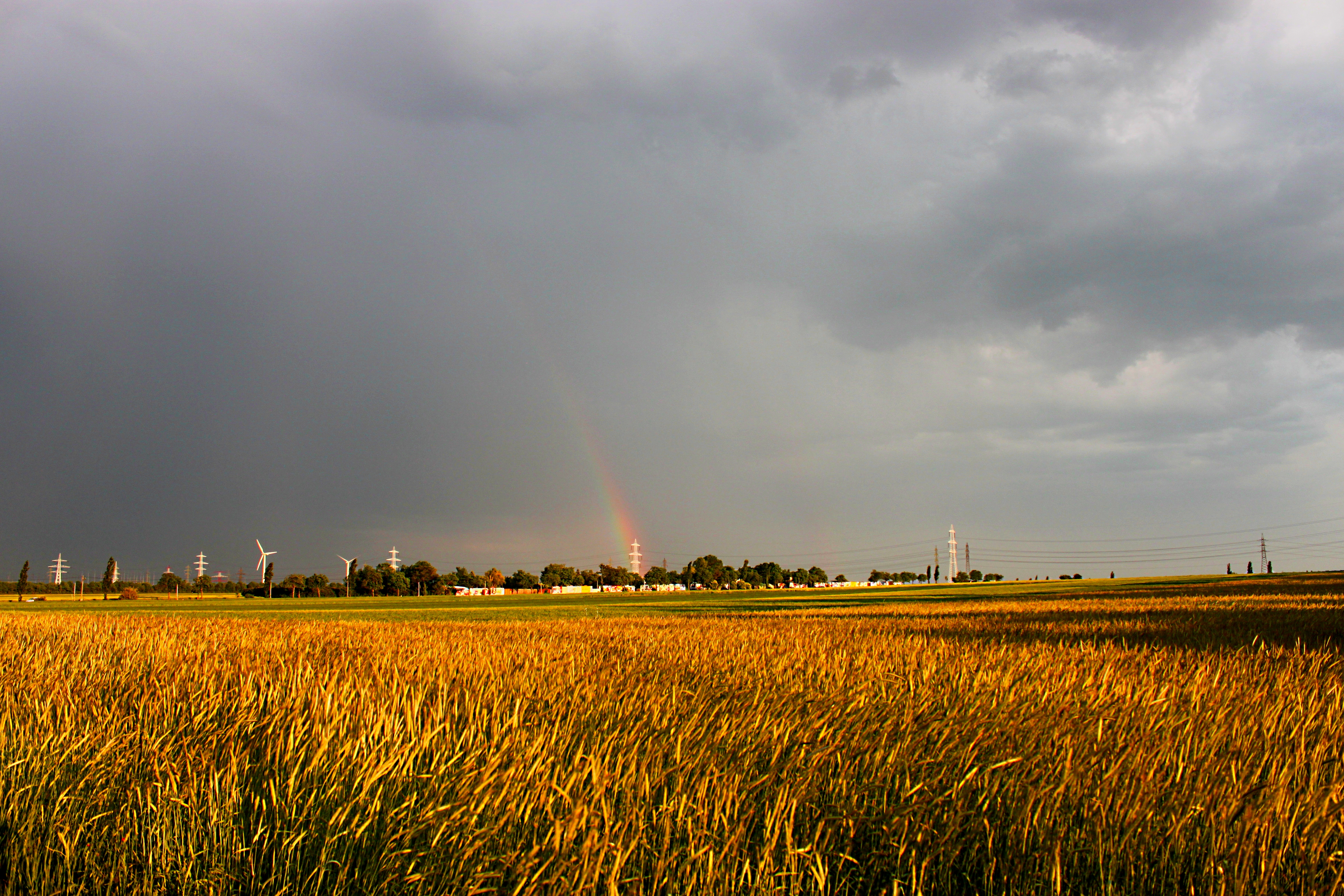
Champs à Oberlaa en direction de Leopoldsdorf